# Mont-Tremblant

Szczyt Mont Tremblant – u podnóży miejscowość

Mont-Tremblant – miasto w Kanadzie, w prowincji Quebec, znane przede wszystkim jako ośrodek wypoczynkowy i narciarski. Miasto wzięło nazwę od pobliskiej góry Mont Tremblant. Miejscowość leży w regionie administracyjnym Laurentides i liczy około  9000 mieszkańców, oddalona jest o około 1,5 godziny jazdy samochodem od Montrealu. Znajdują się tu liczne pola golfowe, istnieje rozwinięta infrastruktura narciarska.
Szeroka reklama sprawia, że większość turystów przyjeżdża nie tylko z Quebecu, Ontario czy Nowej Anglii, ale również z Europy czy Azji. Znajduje się tu duża liczba domków letniskowych, zbudowanych w lokalnym stylu. Miasteczko ośrodka narciarskiego znajdujące się u podnóży góry i wyciągów narciarskich zostało wybudowane od podstaw w latach dziewięćdziesiątych na wzór europejski.
Liczba mieszkańców Mont-Tremblant wynosi 8 892. Język francuski jest językiem ojczystym dla 90,0%, angielski dla 7,7% mieszkańców (2006).